# ボスコム渓谷の惨劇
「ボスコム渓谷の惨劇」（ボスコムけいこくのさんげき、The Boscombe Valley Mystery）は、イギリスの小説家、アーサー・コナン・ドイルによる短編小説。シャーロック・ホームズシリーズの一つで、56ある短編小説のうち4番目に発表された作品である。「ストランド・マガジン」1891年10月号初出。1892年発行の短編集『シャーロック・ホームズの冒険』(The Adventures of Sherlock Holmes) に収録された。
岩崎書店版（内田庶訳）では「ボスコム谷のなぞ」となっている。 

## あらすじ
ボスコム沼のほとりで、チャールズ・マッカーシーという男が殺害された。死体発見直前には、チャールズを息子のジェームズが追いかけていき、2人が口論しているところが目撃されていたため、ジェームズが犯人として逮捕される。しかし裁判でジェームズは、父を殺害したことは否定するものの、口論の原因を述べる事は固く拒んでいた。ジェームズの幼馴染みのアリス・ターナーは、ホームズに父子の言い争いの理由を打ち明け、ジェームズの人柄から彼は絶対に殺人など犯していないと訴える。
手がかりは、チャールズがボスコム沼のほとりで発した「クゥイー」という呼び声と、死に際に残した「ラット」という言葉だけである。ホームズはジェームズを犯人と考える警察とは別に捜査を行い、犯行現場を丹念に調べてから、真犯人は「背が高くて、左ききで右脚が悪く、底の分厚い狩猟用の靴をはき、グレイの外套を着て、ホルダーを使ってインド産の葉巻を吸い、ポケットには先の鈍ったペンナイフを忍ばせている男」だと断定した。ホームズはオーストラリア植民地の地図を取り寄せ、ある場所の名前を指で半分隠してワトスンに読ませた。ワトスンは「ラット」と言った。次にホームズは指を少し動かして、またワトスンに地名の全部を読ませた。それはバララットだった。チャールズが最後に言ったのはバララットという言葉だが、後半の部分しか聞き取れなかったらしい。「クゥイー」は、オーストラリアの人々の呼び声だとホームズが言う。
ホームズは、マッカーシー親子に土地を貸している地主の男、ジョン・ターナーを呼び出して問い詰めた。病気で余命いくばくもないジョンは、チャールズ殺害を白状した。ジョンは昔、オーストラリアのバララットで、仲間とともに強盗をしていた。ある日のこと、金塊輸送の馬車を襲った。護衛していた者は全滅させたが、馬車の御者だけは見逃してやった。その御者こそ、チャールズ・マッカーシーだった。強盗で財を成したジョン・ターナーは、イギリスに帰国してから広大な土地を買って住み着いた。妻を亡くし、一人娘のアリス・ターナーだけを連れてきた。その後ロンドンに出かけたときに、やはり帰国していたチャールズと偶然にも出会い脅迫された。過去の強盗の一件をばらさない代わりに、土地と家を無償で貸していたのだ。マッカーシーも一人息子のジェームズを連れていた。そして最近ジョンは、娘アリスとジェームズを結婚させるように迫られていたので、やむなくチャールズを殺したのであった。

## 登場人物
- ジョン・ターナー - この地方で一番の大地主。
- アリス・ターナー - ジョンの一人娘。
- チャールズ・マッカーシー - ジョン・ターナーの土地を借りている男。
- ジェームズ・マッカーシー - チャールズの一人息子。

## 事件の発生時期、場所
本編内でははっきり年代が言われず、終盤のジョン・ターナーのセリフから「1860年代初めから20年以上経過している」と分かるのみである。
シャーロック・ホームズの事件を現実に発生したものとみなすシャーロキアンの研究では、多くの研究者が事件発生を1889年6月と考えている。本編にはこの事件が何年に起こったものかは明記されていないが、ワトスンが妻と朝食をとっている描写があり、ワトスンの結婚後（大体において「四つの署名」事件が発生したとされる1888年以降）で本作が発表された1891年より前の事件であること、本編内に「6月3日、すなわちこの月曜日」という記述があり、この期間内では1889年6月3日が月曜日であることから、1889年の事件と考えられている。
事件の舞台となった「ボスコム渓谷」は架空の地名で、イギリスの「ヘレフォード州ロスという町からそう遠くない郊外にある」というホームズの言葉があるが、現実のボスコムは同国のサマセット州の北部境界近くにある。

## 余談

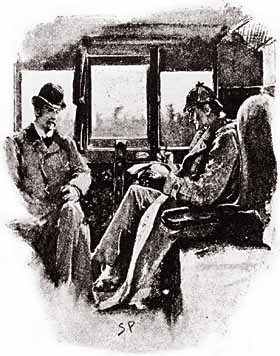
「ボスコム渓谷の惨劇」の挿絵。鹿撃ち帽のホームズとワトスン。

ボスコム谷の最寄りのロス駅到着後にホームズが気圧計（当時のイギリスでは水銀気圧計があちこちで見られた）を確認し「29（原文：Twenty-nine）」で風も雲もない良い天気だとつぶやく場面があるが、「29」の単位がイギリスの長さの単位インチとした場合は極めて低気圧（ヤード・ポンド法における標準気圧は29.92インチ）である。
ホームズの象徴となった鹿撃ち帽が描かれたのは、本作がストランド・マガジンに掲載された際にシドニー・パジェットが手がけた挿絵が初である。